# Sweet suicide summer story
「sweet suicide summer story」（スウィート スーサイド サマー ストーリー）は、メロン記念日×ミドリのシングル。2009年8月12日に発売された。

## 概要
メロン記念日が行った『ロック化計画コラボレーションシングル』シリーズの第三弾。ミドリとのコラボレーション。
全国のタワーレコード店舗、タワーレコードオンラインショップ、メロン記念日のコンサート及びイベントの物販のみで発売された。

## ディスクジャケット
背表紙にはメロン記念日の「ン」の字が記載されている。

## 収録曲
作詞：後藤まりこ 作曲・編曲：ミドリ
1. sweet suicide summer story
2. sweet suicide summer story（Instrumental）